# Canet d'En Berenguer
Pour les articles homonymes, voir Canet.
Canet d'en Berenguer est une commune d'Espagne de la province de Valence dans la Communauté valencienne. Elle est située dans la comarque du Camp de Morvedre.

## Géographie

Localisation de Canet d'En Berenguer
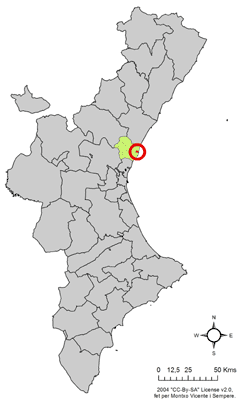
dans la Communauté valencienne.
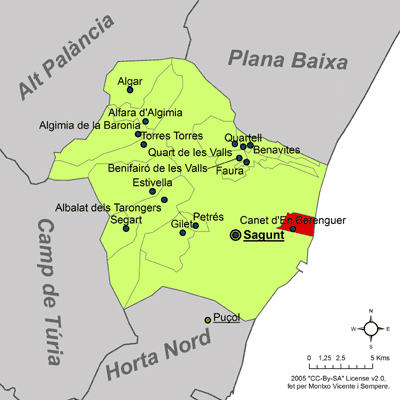
dans la comarque du Camp de Morvedre.

### Quartiers
Sur le territoire de Canet de Berenguer se trouve également le village de Playa de Canet, également appelé Racó de Mar.

### Communes voisines et limites
Canet de Berenguer est voisine de la commune de Sagonte, de la province de Valence et de la Mer Méditerranée.

## Administration
| Liste des Maires |                   |                     |         |
| Période          | Identité          | Parti               | Qualité |
| 1979-1983        | Enrique Altabella | Esquerra Unida (EU) | -       |
| 1983-1987        | Enrique Altabella | EU                  | -       |
| 1987-1991        | Enrique Altabella | EU                  | -       |
| 1991-1995        | Enrique Altabella | EU                  | -       |
| 1995-1999        | Enrique Altabella | EU                  | -       |
| 1999-2003        | Enrique Altabella | EU                  | -       |
| 2003-2007        | Amparo Maño Canet | EU                  | -       |
| 2007-2011        | Amparo Maño Canet | EU                  | -       |

## Économie
Les terres cultivées sont irriguées et reçoivent l'eau de la rivière de Palancia grâce au grand aqueduc de Sagonte, administré par une communauté de agriculteurs utilisant l'irrigation. On utilise également des eaux souterraines. La culture la plus importante est celle des orangers. Il y a une usine de conserves végétales.
Actuellement la principale activité se concentre dans le secteur du tourisme qui a connu un fort développement grâce à l'excellente plage de Racó de mar.

## Jumelages
- Canet (France)

### Sources
- (es) Varaciones de los municipios de España desde 1842, Ministerio de administraciones públicas, octobre 2008, 364 p. (lire en ligne) [PDF]